# Église Sainte-Madeleine de Rouen
Pour les articles homonymes, voir Église Sainte-Madeleine.
L'église Sainte-Madeleine est une église catholique située à Rouen, en France.

## Localisation
L'église Sainte-Madeleine est située dans le département français de la Seine-Maritime, sur la commune de Rouen, place de la Madeleine, en bordure de la rue du Contrat-Social.

## Historique
L'église Sainte-Madeleine, de style néo-classique, est construite de 1767 à 1781. Commencée par Parvy en 1754, les fondations s'effondrent. Elle est achevée par l'architecte rouennais Jean-Baptiste Le Brument avec la participation de l'architecte Jean-Jacques Lequeu. Elle est consacrée le 7 avril 1781 par l'archevêque Dominique de La Rochefoucauld.
L'église Sainte-Madeleine est classée au titre des monuments historiques en 1910.

## Description
La toiture comporte un dôme surmonté d'un clocheton et terminé par un coq. Une campagne de rénovation de la couverture est menée entre 2022 et 2023 qui a nécessité la fermeture de l'édifice au culte.
Un seul vitrail orne le balcon du chœur . Le reste des baies est constitué de vitres.